# Division II i ishockey 1960/1961
Division II i ishockey 1960/1961 var näst högsta divisionen i svensk ishockey under säsongen och spelades med 65 lag i åtta grupper, ett lag mer än förra säsongen. Grupperna hade åtta lag vardera (Norra A hade nio lag) och segraren i varje grupp gick vidare till kval för Allsvenskan. De två sämsta lagen i varje grupp flyttades ner till Division III.

## Nya lag
- Division II Norra A: Arnemarks SK, Luleå SK och Rönnskärs IF
- Division II Norra B: GIF Sundsvall, IK Boston och Åsele IK
- Division II Östra A: Alfta GIF och Avesta BK
- Division II Östra B: Karlbergs BK, Nacka SK och Vallentuna BK
- Division II Västra A: Skärplinge IK, Surahammars IF och Örebro SK
- Division II Västra B: Tibro IK, Vänersborgs IF och Västra Frölunda IF
- Division II Södra A: Boxholms IF och Åkers IF
- Division II Södra B: Norrahammars GoIS och Vättersnäs IF

Karlberg, Nacka, Rönnskär och Västra Frölunda hade flyttats ner från Allsvenskan, de övriga nya lagen hade flyttats upp från division III.

## Division II Norra
Grupp A
Inför säsongsstarten var lagen från Skellefteå favoriter som vanligt. Sedan 1955 hade ett Skelleftelag kvalat till allsvenskan varje år och ingen trodde på någon annan utgång denna säsongen heller. Fr.a. var det Skellefteå IF som var favoriter, men även Rönnskär och Clemensnäs nämndes. I Norrbotten var tongångarna mer pessimistiska, bl.a. för att man inte hade några konstfrusna banor vilket blivit allt vanligare i de högre divisionerna. När serien väl startade var det Clemensnäs som gick bäst, men redan i fjärde omgången gick Boden upp i ledningen och sedan fortsatten topplagen att slå varandra i en serie som blev spännande. Inför sista omgången ledde Boden gruppen med ett poäng före Skellefteå och Kiruna och kunde hålla undan genom att vinna med 11–6 mot bottenlaget IFK Luleå. Norrbotten fick därmed sin första gruppsegrare i Division II Norra A.
| Nr | Lag           | S  | V  | O | F  | GM  | IM | MS  | P  |
| -- | ------------- | -- | -- | - | -- | --- | -- | --- | -- |
| 1  | Bodens BK     | 16 | 12 | 1 | 3  | 94  | 57 | +37 | 25 |
| 2  | Skellefteå IF | 16 | 11 | 2 | 3  | 100 | 48 | +52 | 24 |
| 3  | Kiruna AIF    | 16 | 10 | 2 | 4  | 69  | 60 | +9  | 22 |
| 4  | IFK Kiruna    | 16 | 10 | 1 | 5  | 83  | 79 | +4  | 21 |
| 5  | Clemensnäs IF | 16 | 10 | 0 | 6  | 64  | 39 | +25 | 20 |
| 6  | Rönnskärs IF  | 16 | 5  | 1 | 10 | 53  | 70 | −17 | 11 |
| 7  | IFK Luleå     | 16 | 3  | 3 | 10 | 56  | 85 | −29 | 9  |
| 8  | Luleå SK      | 16 | 4  | 0 | 12 | 51  | 93 | −42 | 8  |
| 9  | Arnemarks SK  | 16 | 2  | 0 | 14 | 49  | 88 | −39 | 4  |

Grupp B
För femte gången på sex säsonger placerade sig Nyland som tvåa i gruppen och denna gång var det Umeå som besegrade dem. Älgarna spelade ojämnt och placerade sig därför på en tredjeplats trots att de lyckats besegra de båda topplagen. Nykomlingarna Åsele gick direkt in på en fjärdeplats. Sist i gruppen kom Sundsvallslagen Heffners och GIF som båda flyttades ner till division III.
| Nr | Lag           | S  | V  | O | F  | GM  | IM  | MS  | P  |
| -- | ------------- | -- | -- | - | -- | --- | --- | --- | -- |
| 1  | IFK Umeå      | 14 | 12 | 0 | 2  | 109 | 31  | +78 | 24 |
| 2  | IFK Nyland    | 14 | 11 | 0 | 3  | 96  | 34  | +62 | 22 |
| 3  | IF Älgarna    | 14 | 8  | 0 | 6  | 65  | 57  | +8  | 16 |
| 4  | Åsele IK      | 14 | 7  | 1 | 6  | 43  | 64  | −21 | 15 |
| 5  | Sollefteå IK  | 14 | 6  | 1 | 7  | 69  | 58  | +11 | 13 |
| 6  | IK Boston     | 14 | 6  | 1 | 7  | 49  | 45  | +4  | 13 |
| 7  | Heffners IF   | 14 | 2  | 2 | 10 | 45  | 115 | −70 | 6  |
| 8  | GIF Sundsvall | 14 | 1  | 1 | 12 | 27  | 99  | −72 | 3  |

## Division II Östra
Grupp A
Gruppen blev jämn och spännande. I sista omgången möttes Mora och Morgårdshammar i gruppfinal där segraren skulle vinna gruppen. Vid oavgjort kunde överraskningslaget Vansbro vinna gruppen om de samtidigt vann sin match mot Ludvika. Men Morgårdshammar vann sin match borta mot Mora med 3–1 och säkrade därmed kvalplatsen genom bättre målskillnad än tvåan Vansbro. Avesta och Alfta placerade sig sist och flyttades ner till division III.
| Nr | Lag                | S  | V | O | F  | GM | IM  | MS  | P  |
| -- | ------------------ | -- | - | - | -- | -- | --- | --- | -- |
| 1  | Morgårdshammars IF | 14 | 9 | 1 | 4  | 81 | 42  | +39 | 19 |
| 2  | Vansbro AIK        | 14 | 9 | 1 | 4  | 65 | 61  | +4  | 19 |
| 3  | Mora IK            | 14 | 8 | 1 | 5  | 72 | 43  | +29 | 17 |
| 4  | IK Warpen          | 14 | 7 | 2 | 5  | 76 | 57  | +19 | 16 |
| 5  | Ludvika FfI        | 14 | 7 | 0 | 7  | 60 | 67  | −7  | 14 |
| 6  | Sandvikens IF      | 14 | 6 | 1 | 7  | 64 | 74  | −10 | 13 |
| 7  | Avesta BK          | 14 | 5 | 2 | 7  | 51 | 67  | −16 | 12 |
| 8  | Alfta GIF          | 14 | 1 | 0 | 13 | 43 | 101 | −58 | 2  |

Grupp B
Innan serien startade höll IK Göta favoritskapet. Karlberg som spelat i Allsvenskan föregående säsong hade gjort en så svag insats då att man inte på riktigt räknade med dem ens i division II. Det var dock ett misstag. När säsongen summerades hade Karlberg segrat på målskillnad före Sundbyberg på samma poäng. IK Göta fick nöja sig med en tredjeplats efter en förlustsvit mitt i serien. Nerflyttningsplatserna gick till Saltsjöbaden och Vallentuna – de senare hade f.ö. fått platsen i division II efter att Råsunda IS tackat nej.
| Nr | Lag              | S  | V  | O | F  | GM | IM | MS  | P  |
| -- | ---------------- | -- | -- | - | -- | -- | -- | --- | -- |
| 1  | Karlbergs BK     | 14 | 10 | 1 | 3  | 92 | 53 | +39 | 21 |
| 2  | Sundbybergs IK   | 14 | 10 | 1 | 3  | 83 | 54 | +29 | 21 |
| 3  | IK Göta          | 14 | 7  | 1 | 6  | 66 | 54 | +12 | 15 |
| 4  | Stocksunds IF    | 14 | 7  | 1 | 6  | 61 | 78 | −17 | 15 |
| 5  | Nacka SK         | 14 | 6  | 1 | 7  | 86 | 78 | +8  | 13 |
| 6  | Hagalunds IS     | 14 | 6  | 0 | 8  | 46 | 41 | +5  | 12 |
| 7  | Saltsjöbadens IF | 14 | 4  | 1 | 9  | 48 | 80 | −32 | 9  |
| 8  | Vallentuna BK    | 14 | 3  | 0 | 11 | 51 | 95 | −44 | 6  |

## Division II Västra
Grupp A
Gruppen präglades av en mild vinter och att inget av de deltagande lagen hade tillgång till konstfrusen is. Örebros båda lag (Örebro SK och Sturehov) hade särskilt svårt att få fram is att spela på och efterhand som matcher flyttades blev tabellen allt mer haltande med lag som hade olika många spelade matcher. Örebro SK inledde dock med att vinna över storfavoriterna Fagersta på bortaplan i relativt överlägsen stil och visade därmed att de ville vara med i toppstriden. ÖSK vann även returmatchen i Örebro och med det borde gruppesegern varit klar, men ÖSK hade i slutet av serien tre hemmamatcher på tre dagar och förlorade en av matcherna mot Surahammar så när slutomgången spelades hade Fagersta fortfarande möjlighet att gå om. Med tio sekunder kvar av matchen kunde dock ÖSK säkra gruppsegern före Fagersta som endast nådde oavgjort i sin sista match. En händelse som bidrog till dramatiken i gruppen var att ÖSK anlänt en och en halv timme sent till sin match mot Skärplinge vilket lett till mycket skriverier i tidningarna. Den slutliga domen från Svenska Ishockeyförbundet blev att matchen skulle spelas om.
| Nr | Lag            | S  | V  | O | F  | GM  | IM  | MS   | P  |
| -- | -------------- | -- | -- | - | -- | --- | --- | ---- | -- |
| 1  | Örebro SK      | 14 | 12 | 1 | 1  | 94  | 43  | +51  | 25 |
| 2  | Fagersta AIK   | 14 | 10 | 2 | 2  | 119 | 47  | +72  | 22 |
| 3  | Surahammars IF | 14 | 8  | 2 | 4  | 73  | 58  | +15  | 18 |
| 4  | Karlskoga IF   | 14 | 7  | 3 | 4  | 63  | 53  | +10  | 17 |
| 5  | Almtuna IS     | 14 | 6  | 0 | 8  | 81  | 65  | +16  | 12 |
| 6  | IFK Arboga     | 14 | 5  | 2 | 7  | 70  | 64  | +6   | 12 |
| 7  | Skärplinge IK  | 14 | 2  | 1 | 11 | 35  | 88  | −53  | 5  |
| 8  | IK Sturehov    | 14 | 0  | 1 | 13 | 18  | 135 | −117 | 1  |

Grupp B
Det göteborgska laget Västra Frölunda vann gruppen helt överlägset utan att förlora ett enda poäng. Bakom dem placerade sig fyra värmlandslag. Främst av dem var IK Viking från Hagfors. Sist i gruppen placerade sig Tibro och Vänersborg som flyttades ner till division III. Årets match blev när Färjestad mötte Frölunda hemma i Karlstad medan de fortfarande hade en teoretisk chans att vinna gruppen. Hela 5 658 åskådare såg Frölunda vinna matchen med 6–12. På hemmaplan gjorde Frölunda f.ö. mer än tio mål i sex av sju matcher, två matcher vann de med 20 måls marginal.
| Nr | Lag                | S  | V  | O | F  | GM  | IM  | MS   | P  |
| -- | ------------------ | -- | -- | - | -- | --- | --- | ---- | -- |
| 1  | Västra Frölunda IF | 14 | 14 | 0 | 0  | 171 | 35  | +136 | 28 |
| 2  | IK Viking          | 14 | 9  | 1 | 4  | 104 | 53  | +51  | 19 |
| 3  | IFK Munkfors       | 14 | 8  | 2 | 4  | 78  | 50  | +28  | 18 |
| 4  | Färjestads BK      | 14 | 8  | 1 | 5  | 84  | 54  | +30  | 17 |
| 5  | IFK Sunne          | 14 | 7  | 0 | 7  | 60  | 62  | −2   | 14 |
| 6  | Mariestads CK      | 14 | 5  | 0 | 9  | 34  | 96  | −62  | 10 |
| 7  | Tibro IK           | 14 | 4  | 0 | 10 | 40  | 111 | −71  | 8  |
| 8  | Vänersborgs IF     | 14 | 0  | 0 | 14 | 23  | 133 | −110 | 0  |

## Division II Södra
Grupp A
Gruppsegern gick med till Tranås med fyra poängs marginal trots att man efter halva serien enbart låg på fjärde plats. En segersvit på sju matcher under andra halvan gjorde att Tranås kunde vända och vinna. Nykomlingarna Boxholm och Åker placerade sig sist o h flyttades ner till division III igen.
| Nr | Lag            | S  | V  | O | F  | GM | IM  | MS  | P  |
| -- | -------------- | -- | -- | - | -- | -- | --- | --- | -- |
| 1  | Tranås AIF     | 14 | 11 | 1 | 2  | 79 | 47  | +32 | 23 |
| 2  | BK Remo        | 14 | 8  | 3 | 3  | 68 | 41  | +27 | 19 |
| 3  | IFK Norrköping | 14 | 8  | 1 | 5  | 71 | 39  | +32 | 17 |
| 4  | BK Kenty       | 14 | 7  | 2 | 5  | 83 | 64  | +19 | 16 |
| 5  | IK Sleipner    | 14 | 7  | 1 | 6  | 63 | 39  | +24 | 15 |
| 6  | Nyköpings SK   | 14 | 4  | 4 | 6  | 45 | 63  | −18 | 12 |
| 7  | Boxholms IF    | 14 | 3  | 0 | 11 | 44 | 100 | −56 | 6  |
| 8  | Åkers IF       | 14 | 2  | 0 | 12 | 31 | 91  | −60 | 4  |

Grupp B
Vid juluppehållet ledde Ljungbylaget Troja gruppen före Malmö, Öster (Växjö) och Taberg. Efter jul föll Troja två gånger mot Taberg samtidigt som Malmö förlorade mot en match mot Växjö. Sammantaget innebar det att Taberg gick upp i ledningen med Malmö hack i häl. När de båda lagen senare möttes i seriefinal vann Taberg med 5–2 vilket blev avgörande för att de tog kvalplatsen. Sist i gruppen placerade sig Vättersnäs och Norrahammar som flyttades ner till division III.
| Nr | Lag               | S  | V  | O | F  | GM | IM  | MS  | P  |
| -- | ----------------- | -- | -- | - | -- | -- | --- | --- | -- |
| 1  | Tabergs SK        | 14 | 11 | 1 | 2  | 88 | 36  | +52 | 23 |
| 2  | Malmö FF          | 14 | 10 | 1 | 3  | 88 | 38  | +50 | 21 |
| 3  | IF Troja          | 14 | 10 | 0 | 4  | 75 | 59  | +16 | 20 |
| 4  | Östers IF         | 14 | 8  | 1 | 5  | 73 | 59  | +14 | 17 |
| 5  | Husqvarna IF      | 14 | 6  | 1 | 7  | 71 | 62  | +9  | 13 |
| 6  | Växjö IK          | 14 | 4  | 0 | 10 | 57 | 89  | −32 | 8  |
| 7  | Vättersnäs IF     | 14 | 3  | 0 | 11 | 57 | 113 | −56 | 6  |
| 8  | Norrahammars GoIS | 14 | 2  | 0 | 12 | 45 | 77  | −32 | 4  |

## Kval till Division I
I den södra gruppen var Västra Frölunda överlägsna favoriter och i stort sett lika överlägsna på rinken. Endast en förlorad match mot Tranås då serien redan var avgjord. Den andra platsen till allsvenskan stod mellan Taberg och Tranås som möttes i en avgörande match i sista omgången. Hela 6 909 åskådare – småländskt rekord – såg Tranås vinna med 4–3 och bli det första småländska laget i Allsvenskan. I den norra gruppen var det jämnare. Morgårdshammar vann ett poäng före Karlberg som säkrade sin plats först i sista omgången när de besegrade ett Morgårdshammar som redan var klara.
| Nr | Lag                | S | V | O | F | GM | IM | MS  | P |
| -- | ------------------ | - | - | - | - | -- | -- | --- | - |
| 1  | Morgårdshammars IF | 6 | 4 | 1 | 1 | 31 | 20 | +11 | 9 |
| 2  | Karlbergs BK       | 6 | 4 | 0 | 2 | 33 | 22 | +11 | 8 |
| 3  | Bodens BK          | 6 | 3 | 1 | 2 | 27 | 29 | −2  | 7 |
| 4  | IFK Umeå           | 6 | 0 | 0 | 6 | 15 | 35 | −20 | 0 |

| Nr | Lag                | S | V | O | F | GM | IM | MS  | P  |
| -- | ------------------ | - | - | - | - | -- | -- | --- | -- |
| 1  | Västra Frölunda IF | 6 | 5 | 0 | 1 | 30 | 17 | +13 | 10 |
| 2  | Tranås AIF         | 6 | 4 | 0 | 2 | 17 | 17 | 0   | 8  |
| 3  | Tabergs SK         | 6 | 2 | 0 | 4 | 22 | 21 | +1  | 4  |
| 4  | Örebro SK          | 6 | 1 | 0 | 5 | 11 | 25 | −14 | 2  |